# Virgilio Sieni
Virgilio Sieni (Firenze, 1958) è un coreografo e ballerino italiano.

## Formazione
Terminati gli studi artistici e di architettura, intraprende lo studio della danza classica con Antonietta Daviso e moderna con Traut Faggioni. Dal 1978 al 1983 collabora con la compagnia internazionale Group-o di Katie Duck, frequentando parallelamente la School for new dance development di Amsterdam. Nello stesso periodo si perfeziona anche in Giappone, dove approfondisce il movimento artistico dello Shintaido che nelle sue performance unisce arti marziali, danza e l'utilizzo della voce, e a New York dove ha modo di frequentare Merce Cunningham.

## La compagnia Virgilio Sieni
Di rientro in Italia, cura le coreografie di diversi spettacoli per la compagnia I Magazzini e ne fonda una propria chiamata Parco Butterfly, con la quale si esibisce fino al 1989, e in seguito con la Compagnia Virgilio Sieni, in attività dal 1991, che diventa una delle più rinomate dell'ambiente coreografico italiano. I primi spettacoli messi in scena dalla compagnia sono incentrati sulla tragedia, come l'Orestea di Eschilo, per poi approfondire anche il repertorio fiabesco con Studi su Cappuccetto Rosso (1997), La casina dei biscotti (1999), Babbino Caro (2001). Nei primi anni del duemila, invece, il coreografo inizia a lavorare più direttamente sulle tematiche del contemporaneo; di questi anni sono spettacoli come Requiem (2003) e Cado (2004).
A partire dal 2003, si stabilisce a Cango, Firenze, presso i Cantieri Goldonetta, dove apre una nuova casa per la danza che diventa ben presto luogo principale dell'attività del coreografo. Sempre in questi anni si manifesta, inoltre, il suo interesse verso la presenza scenica di ballerini non professionisti, che lo porterà in breve, nel 2007, a fondare l'Accademia sull’arte del gesto incentrata sulla sperimentazione del movimento e aperta a persone di qualsiasi età. In questo filone s'inseriscono Osso (2005), Adagi partigiani (2006) realizzato con la presenza di partigiani sul palco, e Atlante del bianco (2010).
Ha collaborato con i principali teatri e festival italiani tra cui, il Teatro alla Scala di Milano, il Teatro di San Carlo di Napoli, il Teatro Massimo Vittorio Emanuele di Palermo, il Teatro comunale di Firenze, il Teatro dell'Opera di Roma e la Biennale di Venezia. 
Nel corso della sua carriera si è avvalso, inoltre, della collaborazione di numerosi artisti, musicisti e compositori; tra questi sono da menzionare Ennio Morricone, Giorgio Battistelli, Steve Lacy, Evan Parker, Stefano Scodanibbio, Daniele Roccato, Alexander Bălănescu e Francesco Giomi.
È risultato vincitore, nel 2000, 2003 e nel 2011, del Premio Ubu.

## Principali coreografie
Qui di seguito, una lista parziale:
- Re Lear (1992)
- Elogio dell'ombra (1994)
- Il fiore delle mille e una notte (dall'omonimo film di Pier Paolo Pasolini; 1999)
- Fiabetta superstar (2000)
- Babbino caro (rivisitazione della fiaba di Carlo Collodi; 2001)
- Messaggero muto (2001)
- Il gabinetto del dottor Caligari (dall'omonimo film di Robert Wiene; 2002)
- Il funambolo (2002)
- La città bianca (2003)
- Mi difenderò (2005)
- Osso (2005)
- Adagi partigiani (2006)
- Un respiro (2006)
- Atlante del bianco (2010)
- Dolce vita - Archeologia della Passione (2014)